# Kome hyappyo
Le Kome hyappyo (米百俵) se rapporte à un événement célèbre au Japon, signifiant littéralement « cent sacs de riz ». Cette anecdote historique symbolise l'idée que la patience et la persévérance dans le présent amèneront à profiter dans l'avenir.

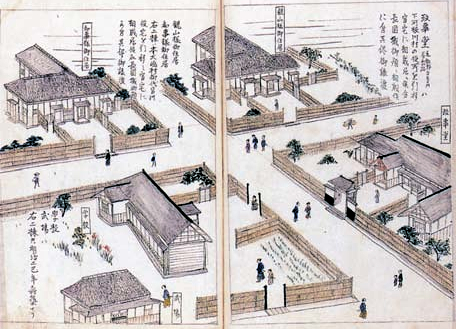
Kokkan Gakko.

Le domaine de Nagaoka (aujourd'hui la ville de Nagaoka dans la préfecture de Niigata) a souffert de grandes destructions pendant la guerre de Boshin durant la restauration de Meiji vers la fin des années 1860 et beaucoup de ses capacités de production alimentaires furent détruites. Le domaine voisin de Mineyama (aujourd'hui la ville de Maki à Niigata) lui a fourni une aide sous forme de cent sacs de riz. Le riz était destiné à lutter contre la faim mais Torasaburō Kobayashi, un des cadres supérieurs de Nagaoka, a proposé un plan pour vendre le riz et employer l'argent pour l'éducation. Les chefs samouraïs du clan et les habitants mourant de faim ont d'abord protesté contre cette idée, mais Kobayashi a répondu que « si les cent sacs de riz sont mangés, ils sont perdus immédiatement, mais s'ils sont dirigés vers l'éducation, ils deviendront les dix-millièmes du million de sacs de demain ». L'idée de Kobayashi a prévalu et le riz a été vendu pour financer la construction de l'école Kokkan Gakko.

## Utilisation contemporaine du terme
Cet idéal de supporter la douleur d'aujourd'hui pour un avenir meilleur a longtemps guidé l'esprit des habitants de Nagaoka et a attiré l'attention nationale en 2001 quand le premier ministre Jun'ichiro Koizumi a cité l'histoire dans un de ses discours inauguraux.